# Френк Ніколас Меєр
Френк Ніколас Меєр (англ. Frank Nicholas Meyer; 1875—1918) — дослідник Міністерства сільського господарства США, який подорожував  Азією, щоб зібрати нові види рослин. Лимон Меєра було названо на його честь.

## Біографія
Він народився під ім’ям Франс Ніколас Меєр (нід. Frans Nicolaas Meijer) в Амстердамі 30 листопада 1875 року. Протягом семи років Меєр навчався в Hortus Botanicus в Амстердамі як асистент Гуго де Фріза. У в 1901 році він емігрував до Сполучених Штатів, а у листопаді 1908 року став американським громадянином, прийнявши ім'я «Френк Ніколас Меєр». У 1901 році він вперше пішов працювати на Ервіна Ф. Сміта у Міністерство сільського господарства США. У 1902 році Меєр почав працювати на станції інтродукції рослин USDA в Санта-Ані, Каліфорнія.  У 1905 році Міністерство сільського господарства США найняло Меєра до Офісу впровадження насіння та рослин, щоб запровадити до Сполучених Штатів економічно корисні рослини в рамках започаткованої у 1898 році спроби розширити сільське господарство та садівництво Сполучених Штатів різноманітними рослинами, зібраними по всьому світу. Особлива увага в програмі була приділена посухостійким рослинам, придатним для богарного землеробства, попит на який зумовлено поширенням сільського господарства на Великих рівнинах. До 1912 року завдяки програмі було залучено понад 34 000 види нових рослин.  Вони були впроваджені на тестування та відбір на станціях інтродукції рослин, таких як Чіко, Каліфорнія, та включені в програми селекції рослин, що розвивалися. За домовленістю з Чарльзом Спрегом Сарджентом та Девідом Ферчайлдом Меєр також мав надіслати до дендрарію Арнольда дерева та чагарники, які мали декоративну цінність.
Меєр впровадив 2500 рослин, включаючи дикорослі та культивовані кормові культури, такі як люцерна; посухостійкі зернові культури, такі як сорго; та багато сортів цитрусових, кісточкових і горіхів. До 1903 року в Сполучених Штатах вирощували вісім сортів сої. Меєр зібрав сорок два сорти, включаючи перший олійний сорт, який постачає інгредієнт для промислових процесів. Девід Ферчайлд (1919) повідомив, що «нотатки Меєра, опубліковані в “Inventories of Seeds and Plants Imported” Управлінням інтродукції іноземного насіння та рослин, містят пропозиції для селекціонерів рослин, та його пропозиції підкріплені живим матеріалом, який полегшить дослідження описаних рослин селекціонерами».
Меєр також був відповідальним за збір зразків у Китаї, які показали, що гриб, відомий зараз якCryphonectria parasitica, який спричиняє каштановий фітофтороз, вперше був помічений в зоопарку Бронкса у 1904 році і почав вбивати американські каштани, був присутній на китайських деревах, підтверджуючи підозри, що він походить від імпортного розплідника.

## Експедиції
Френк Меєр прийняв пропозицію Девіда Ферчайлда збирати рослини для Міністерства сільського господарства США в Китаї та почав готуватися до подорожі, прибувши до Пекіна у вересні 1905 року. Експедиція тривала два з половиною роки по Монголії, Маньчжурії, Кореї та Сибіру. Маєр зосередився на зборі насіння та зразків фруктових дерев та інших їстівних рослин, таких як китайська фісташка (Pistacia chinensis), дикий персик (Prunus davidiana) та карликовий лимон (Citrus x meyeri), а також декоративних рослин, таких як клен (Acer truncatum), ялівець колоновидний (Juniperus chinensis 'Columnaris') та бузок амурський (Syringa amurensis).
Меєр повернувся до Сполучених Штатів влітку 1908 року і провів наступний рік, відвідуючи сільськогосподарські дослідні станції та сортуючи фотографії зі своєї експедиції. Восени 1909 року він повернувся до Азії через Європу, де відвідав Королівські ботанічні сади в К'ю та інші ботанічні сади на континенті. Меєр продовжив шлях до Криму, де зробив кілька важливих відкриттів, а також відвідав Азербайджан, Вірменію, Туркменістан та китайський Туркестан (нині Сіньцзян), збираючи численні зразки для Міністерства сільського господарства США та Дендропарку Арнольда. На початку 1911 року Меєр і його група досліджували та збирали зразки на кордоні Монголії та Сибіру. Політичні хвилювання змусили його піти на захід замість того, щоб продовжувати шлях до Китаю. Він подорожував угору по Волзі, а потім до Санкт-Петербурга та Західної Європи. Він повернувся до Сполучених Штатів у квітні 1912 року на судні Мавританія, на один день після злощасного Титаніка.
Після короткого перебування в Америці Мейер приготувався повернутися до Азії. Відділ патології лісової рослинності Міністерства сільського господарства США доручив йому з’ясувати, чи була хвороба каштанів пішла з Азіїв. Він зміг довести, що це дійсно прийшло з Китаю. У грудні 1913 року він і його група вирушили з Пекіна в провінцію Шеньсі, потім у провінції Шаньсі та Хенань, весь час збираючи численні зразки та насіння. Він мав намір дослідити Ганьсу, але втрата перекладача та присутність бандитів зупинили його діяльність. Експедиція повернулася до Пекіна, але незабаром знову вирушила до тієї самої території країни, звідки вони щойно повернулися, прямуючи до Ганьсу та тибетських прикордонних територій (нині Цинхай). У листопаді 1914 року він вирушив на північ до Ланьчжоу, щоб зібрати більше зразків, і нарешті почав зворотну подорож до Пекіна на початку 1915 року. Упакувавши свої зразки та зібравши додаткові матеріали на прохання Ферчайлда, група вирушила на південь до Ханчжоу через Нанкін, і далі до Шанхаю та Японії та, нарешті, до Америки.
Четверта і остання експедиція Меєра розпочалася посеред 1916 року, і метою було зібрати дикі груші («Pyrus ussuriensis» і «Pyrus calleryana»), оскільки було встановлено, що вони єдині сорти, здатні протистояти опіку (Bacillus amylovrus). Меєр і його перекладач і провідник Чоу-хай Тін подорожували вгору по річці Янцзи (Чан Цзян) у пошуках груші Каллері (P. calleryana), а пізніше вирушили в Цзінмень, де зібрали 5000 фунтів груш. Меєр повернувся до Їчан, де змушений був провести зиму 1917 року, через те, що потрапив у пастку громадянських заворушень. У травні 1918 року йому та його провіднику вдалося повернутися до Цзінмень, зібрати свої речі та сісти на корабель, що прямував до Ханчжоу. У червні 1918 року він вирушив до Шанхаю на японському річковому судні «Feng Yang Maru». Востаннє його бачили, коли він виходив із каюти 1 червня о 23:20. 5 червня його тіло було знайдено приблизно за 50 км до міста Уху китайським моряком. Його поховали в Шанхаї 12 червня, а його родину в Нідерландах повідомили про його смерть 18 червня.

## Публікації
- Meyer, Frank Nicholas and David Fairchild. South China explorations. Typescript, July 25, 1916 – September 21, 1918.
- Meyer, Frank Nicholas. Letters of Frank N. Meyer.  Typescript,1902-[1918].
- Meyer, Frank Nicholas. Agricultural Explorations in the Fruit and Nut Orchards of China. USDA Bureau of Plant Industry - Bulletin No. 204, Issued March 25, 1911.

## Спадщина
На знак визнання його заслуг колеги з Міністерства сільського господарства США заснували Медаль Франка Ніколаса Меєра за дослідження генетичних ресурси рослин, використовуючи кошти, які він заповідав організації.